# Magdalena (Nowy Meksyk)
Magdalena – wieś w Stanach Zjednoczonych, w stanie Nowy Meksyk, w hrabstwie Sandoval.